# Vrånga syd
Vrånga syd är en bebyggelse i Badelunda socken i Västerås kommun. Från 2020 avgränsar SCB här en småort.